# Lantana (geslacht)
Lantana is een geslacht van overblijvende planten uit de ijzerhardfamilie (Verbenaceae). Het geslacht omvat circa 150 soorten die van nature voorkomen in tropische gebieden van Amerika en Afrika. Het geslacht omvat zowel kruidachtige planten als struiken, die 0,5-2 m lang worden. Linnaeus gaf het geslacht in 1753 de wetenschappelijke naam in Species plantarum. De verklaring voor de naam gaf hij in 1738 al in zijn Hortus Cliffortianus: "Lantana, synonymon antiquum Viburni" [Lantana is een klassiek synoniem van Viburnum]. Bij het benoemen van Viburnum lantana gebruikte Linnaeus de naam 'lantana' nogmaals, onder verwijzing naar Rembert Dodoens, die 'Lantana' en 'Viburnum' inderdaad als elkaars synoniemen noemde.
De soorten hebben bloeiwijzen met geurende, oranje en rode bloemen. Er zijn ook cultivars ontwikkeld met andersgekleurde bloemen.
De bloemen van Lantana trekken veel insecten en vogels aan. De besvruchten zijn giftig. 

## Cultuur en gebruik
De verschillende soorten worden veel gekweekt in de (sub)tropen. In gematigde klimaten kunnen de planten als  eenjarige worden gekweekt. Sommige soorten vormen invasieve onkruiden  in  het zuiden van Afrika, Zuid-Azië en in Australië. In het zuidoosten van de Verenigde Staten zijn sommige soorten  verwilderd, vooral in de kustregio's van  North Carolina, South Carolina, Georgia, Florida, Alabama, Mississippi, Louisiana en Texas.

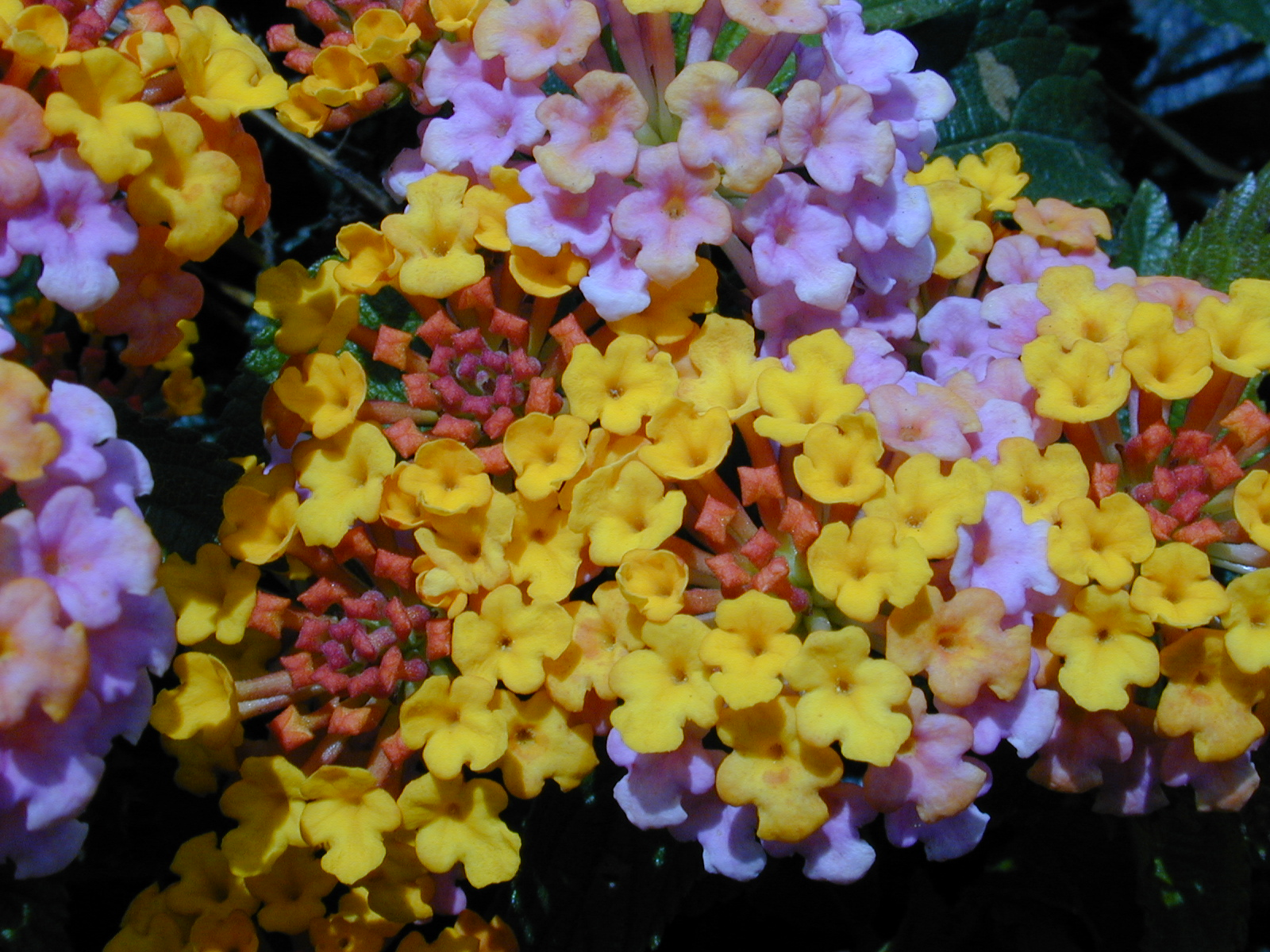
Cultivar van de wisselbloem

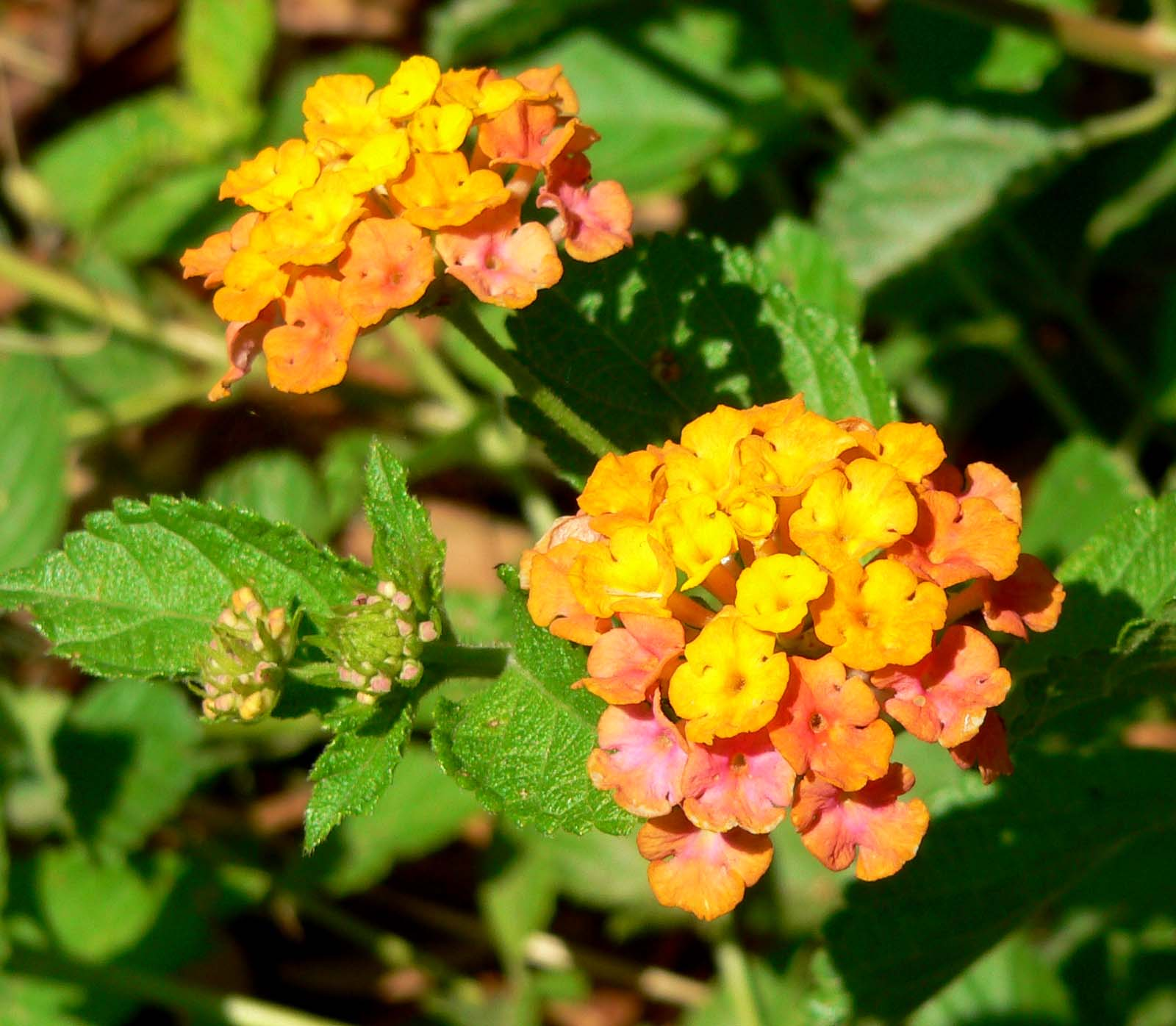
Hybride Lantana 'Spreading Sunset'

De meest in de handel aangeboden soorten zijn de wisselbloem (Lantana camara) en de kruipende wisselbloem (Lantana montevidensis) of hybrides van de twee soorten. De wisselbloem is de meest gekweekte soort, waarvan verschillende cultivars zijn ontwikkeld. Hoewel veelal als eenjarige aangeboden, kunnen deze lantanasoorten meestal goed als kuipplant overwinteren op een vorstvrije plaats.

## Waardplant
Lantana wordt gebruikt als waardplant door de larven van motten uit de familie Hepialidae. Daarbij gaat het om soorten uit de geslachten Aenetus (waaronder Aenetus ligniveren en Aenetus scotti)  en Endoclita (waaronder Endoclita malabaricus). Andere vlindersoorten  waarvan de larven zich voeden met Lantana zijn Hypercompe orsa en de zwarte-c-uil.